# SN 1997av
SN 1997av – supernowa odkryta 8 marca 1997 roku w galaktyce A102311+0413. W momencie odkrycia miała maksymalną jasność 21,40m.